# Fritz Pott
Fritz Pott (Keulen, 23 april 1939 – aldaar, 11 januari 2015) was een Duits profvoetballer.
Pott begon zijn carrière in 1957 bij Rot-Weiss Zollstock. Een seizoen later kwam hij uit voor 1. FC Köln, waarvoor hij 12 jaar zou uitkomen. In 1962 veroverde hij met de club de allereerste landstitel. In de finale tegen 1. FC Nürnberg scoorde hij in de 71ste minuut de 4-0.
Hij sloot zijn carrière af bij SpVg Frechen 20, een club uit de amateurreeksen. Hij speelde 3 keer voor zijn land, alle drie in vriendschappelijke interlands.
Hij overleed in 2015 op 75-jarige leeftijd.